# Hamad Afif
Hamad Afif (* 10. Oktober 1988) ist ein katarischer Radrennfahrer.
Hamad Afif startete bei den Asienspielen 2006 in Doha bei den Bahnradwettbewerben. In der Einerverfolgung belegte er den 21. Platz und im Punktefahren schied er im ersten Vorlauf als Zwölfter aus. In den Jahren 2007 und 2008 fuhr er auf der Straße für das Doha Team, welches mit einer UCI-Lizenz als Continental Team startete. 2009 wurde Afif katarischer Meister im U23-Straßenrennen.

## Erfolge
2009
- Katarischer Meister – Straßenrennen (U23)

## Teams
- 2007 Doha Team
- 2008 Doha Team